# Vincenzo (serie televisiva)
Vincenzo (빈센조?, BinsenjoLR) è un drama coreano trasmesso su tvN dal 20 febbraio al 2 maggio 2021. La serie è stata distribuita in tutto il mondo sulla piattaforma di streaming Netflix.

## Trama
Rimasto orfano all'età di otto anni, Park Joo-hyung viene adottato in Italia: ribattezzato Vincenzo Cassano, da adulto è diventato un avvocato, un consigliere per la mafia e uno dei migliori uomini del potente boss Fabio. Dopo la morte di Fabio, Paolo – suo figlio e nuovo leader – cerca di uccidere Vincenzo, ma il ragazzo anticipa la mossa e anzi minaccia la vita stessa di Paolo, in un attentato esplosivo. 
Vincenzo lascia perdere la famiglia malavitosa e vola a Seul: un magnate cinese aveva chiesto il suo aiuto per nascondere dell'oro in un caveau segreto nel seminterrato di un grande edificio, il Geumga-dong Plaza. Il magnate è ora deceduto e Vincenzo pianifica di recuperare l'oro e di usarlo come fondo pensione dopo aver lasciato l'Italia e la mafia. Tuttavia, una società immobiliare del potente gruppo Babel ha preso possesso illegalmente dell'edificio e Vincenzo deve usare le sue capacità per reclamare il palazzo e recuperare le sue fortune. Si unisce quindi al piccolo studio legale Jipuragi, con sede nella Geumga-dong Plaza, entrando in conflitto con Hong Cha-young, avvocatessa di uno studio rivale e figlia del titolare del Jipuragi. Quando suo padre muore, Cha-young rileva il Jipuragi e si allea con Vincenzo e gli altri residenti della Geumgaj-dong Plaza contro il Babel Group.

## Personaggi
- Vincenzo Cassano, interpretato da Song Joong-ki
- Hong Cha-young, interpretata da Jeon Yeo-been
- Jang Jun-woo, interpretato da Ok Taec-yeon
- Choi Myung-hee, interpretata da Kim Yeo-jin
- Jang Han-seo, interpretato da Kwak Dong-yeon

## Colonna sonora
1. Choi Sung-hoon (La Poem) – Ombra mai fu – 3:01
2. Aalia – Adrenaline (Italian ver.) – 3:27
3. Solar (Mamamoo) – Adrenaline – 3:27
4. La Poem – Lacrimosa – 3:48
5. Aalia – Is This Love – 3:37
6. John Park – I'm Always By Your Side – 3:51
7. Song Jin-seok – Questo edificio è mio – 2:14
8. Song Jae-kyung, Park Se-jun – Night Of Sicily – 3:03
9. Kim Min-ji, Park Se-jun – Mafia – 3:33
10. Lee Nyeom – The Last Of Babel – 2:55
11. Na Sang-jin, Park Se-jun – Appearance (SHOW TIME) – 1:51
12. Woo Ji-hun, Park Se-jun – For The Justice – 2:15
13. Na Sang-jin, Park Se-jun – Jifuragi – 1:58
14. Woo Ji-hun, Park Se-jun – Stopped Time – 3:40
15. Lee Nyeom – Un diavolo scaccia l'altro – 2:48
16. Na Yoon-sik, Park Se-jun – Addio – 3:15
17. Kim Dong-hyeok – If You Want – 1:32
18. Woo Ji-hun, Park Se-jun – Aspettate – 1:50
19. Na Sang-jin, Park Se-jun – Holy Anger – 2:45
20. Kim Tae-hwan, Park Se-jun – Is This Love (Guitar Ver.) – 2:08
21. Woo Ji-hun, Park Se-jun – Booty – 1:58
22. Kim Ji-ae, Park Se-jun – Finestra di espiazione – 3:07
23. Lee Nyeom, Park Se-jun – Retributor – 2:11
24. Song Jin-seok, Park Se-jun – Lombirghini – 2:12
25. Na Sang-jin, Park Se-jun – Dark Side Of Me – 2:05
26. Na Yoon-sik, Park Se-jun – A Silent Cry – 2:41
27. Kim Tae-hwan, Park Se-jun – Corn Salad – 1:58
28. Yoo Hee-hyeon, Park Se-jun – Country Of KIMCHI – 1:29
29. Kim Dong-hyeok – Vincenzo The Phoenix – 1:58
30. Yoo Hee-hyeon, Park Se-jun – Hold back – 1:44
31. Kim Ji-ae, Park Se-jun – Bead – 2:11
32. Woo Ji-hun, Park Se-jun – Secret Weapon – 1:50
33. Woo Ji-hun, Park Se-jun – I'm Sorry I Didn't Know – 2:07
34. Song Jae-kyung, Park Se-jun – Chaos KEUMGA Plaza – 2:21
35. Na Sang-jin, Park Se-jun – Il male è grande e vasto – 2:34
36. Kim Tae-hwan, Park Se-jun – Is This Love (Piano Ver.) – 2:05
37. Yoo Hee-hyeon, Park Se-jun – Two Idiots – 1:55
38. Song Jin-seok, Park Se-jun – Bungeoppang With My Mom – 2:18
39. Kim Dong-hyeok, Choi Moon-seok – Doomsday – 2:14
40. Yoo Hee-hyeon, Park Se-jun – Baksumudang Vincezo – 0:50
41. Woo Ji-hun, Park Se-jun – Zumba Dance – 2:04
42. Song Jin-seok, Park Se-jun – Through The Years – 2:12
43. Kim Min-ji, Park Se-jun – Mom's Letter – 2:36
44. Lee Nyeom – Your Vacancy – 3:30
45. Kim Dong-hyeok, Choi Moon-seok – Exhale – 3:09
46. Yoo Hee-hyeon, Park Se-jun – Why Are You Standing There – 1:34
47. Yoo Hee-hyeon, Park Se-jun – Never felt better – 1:17
48. Song Jae-kyung, Park Se-jun – Lawyer Nem – 2:01
49. Na Yoon-sik, Park Se-jun – Happily Today As Well – 1:34
50. Kim Min-ji, Park Se-jun – Empty Mind – 3:32
51. Song Jae-kyung, Park Se-jun – Inzaghi – 2:24
52. Kim Tae-hwan, Park Se-jun – Anxious Monk – 1:47
53. Pietro Mascagni – Cavalleria rusticana – 3:32
54. Na Yoon-sik, Park Se-jun – Fish-shaped Buns And Carp-shaped Buns – 1:32
55. Kim Min-ji, Park Se-jun – Unmatched cuteness – 1:25
56. Song Jin-seok, Park Se-jun – SShabala – 1:59
57. Wolfgang Amadeus Mozart – March of The Priests – 2:47
58. Na Yoon-sik, Park Se-jun – Pasta Party – 1:18
59. Kim Tae-hwan, Park Se-jun – It Smells Bad Somewhere – 2:07
60. Giuseppe Verdi – Nabucco Hebrew Slaves Chorus – 3:54
61. Song Jae-kyung, Park Se-jun – Chaconne Sorro – 2:56
62. Song Jin-seok, Park Se-jun – Where Is My Gold – 2:45
63. Na Yoon-sik, Park Se-jun – Vincenzo Theme But Gisuk Theme – 2:33
64. Na Yoon-sik, Park Se-jun – Operation Start – 2:01
65. Song Jin-seok, Park Se-jun – Escape From Us – 2:19
66. Kim Min-ji, Park Se-jun – RDU-90 – 1:40
67. Lee Nyeom, Park Se-jun – Gold is in our hearts – 2:02

Durata totale: 161:16

## Accoglienza
La puntata finale di Vincenzo è stato il programma più visto della serata: ha registrato il 16,6% di share medio (con un picco del 18,4%) nell'area metropolitana di Seul, e il 14,6% (con un picco del 16,2%) sul territorio nazionale della Corea del Sud, gli ascolti massimi dell'intero show e i sesti più alti conseguiti fino a quel momento da un drama della tvN. È stata la quarta serie coreana più vista su Netflix nel 2021.

## Curiosità
Allo youtuber e cantante Seoul Mafia era stato proposto di interpretare la parte di Luca, l'autista e tuttofare della famiglia Cassano, ma questi ha rifiutato. La parte venne infine data all'attore Luca Vaquer.